# Ectropis lignea
Ectropis lignea là một loài bướm đêm trong họ Geometridae.